# Poa bajaensis
Poa bajaensis är en gräsart som beskrevs av Robert John Soreng. Poa bajaensis ingår i släktet gröen, och familjen gräs. Inga underarter finns listade i Catalogue of Life.